# Montgomery County (Ohio)
Montgomery County je okres amerického státu Ohio založený v roce 1803. Správním střediskem a zároveň největším sídlem je město Dayton. Okres je pojmenovaný podle generálmajora Americké války za nezávislost Richarda Montgomeryho.

## Sousední okresy
| Růžice kompasu | Darke County  | Miami County             | Clark County  | Růžice kompasu |
| Růžice kompasu | Preble County | Sever                    | Greene County | Růžice kompasu |
| Růžice kompasu | Preble County | Montgomery County (Ohio) | Greene County | Růžice kompasu |
| Růžice kompasu | Preble County | Jih                      | Greene County | Růžice kompasu |
| Růžice kompasu | Butler County | Warren County            |               | Růžice kompasu |